# Miriam
Miriam je ženské biblické jméno přepisované do latinky i v podobě Mirjam. Častější obdodou jména Miriam je jméno Marie. V českém občanském kalendáři má svátek 5. listopadu.

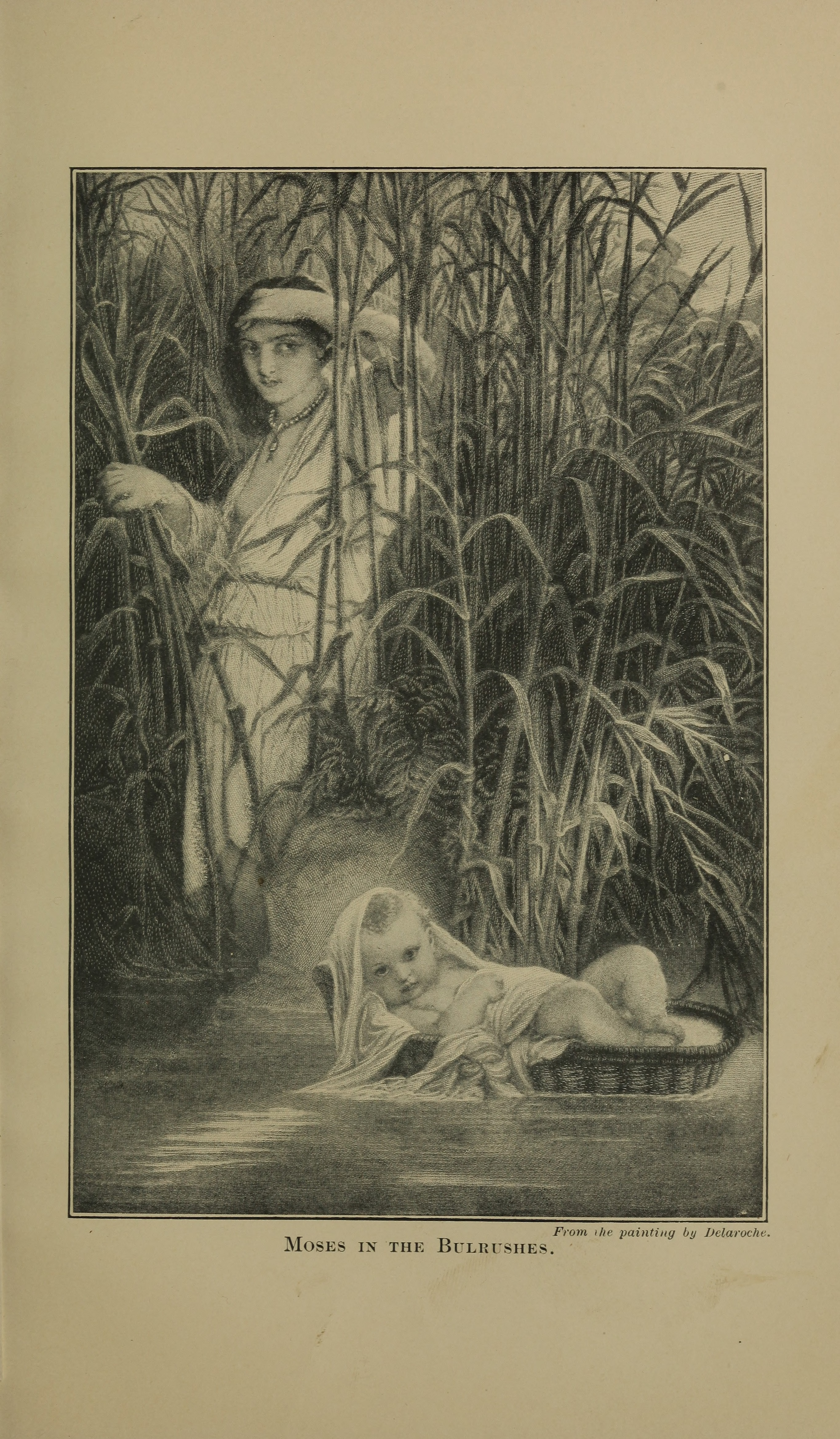
Miriam a její bratr Mojžíš. Ex. 2

## Význam jména
Jméno se nejčastěji vykládá jako milovaná bohem z egyptského merit amm, případný aramejský původ vychází ze slova marjem, tedy kapka moře. Další možný původ jména je ze slova mara, tedy krásná nebo hořká.

## Domácí varianty
Miriamka, Mirinka, Miri, Miam, Miamka, Mirunka, Riamka, Ria.

## Statistické údaje
Následující tabulka uvádí četnost jména v ČR a pořadí mezi ženskými jmény ve srovnání dvou roků, pro které jsou dostupné údaje MV ČR – lze z ní tedy vysledovat trend v užívání tohoto jména:
| Rok       | Četnost   | Pořadí   |
| 1999      | 1501      | 195.     |
| 2002      | 1547      | 189.     |
| Porovnání | o 46 více | o 6 lépe |

Změna procentního zastoupení tohoto jména mezi žijícími ženami v ČR (tj. procentní změna se započítáním celkového úbytku žen v ČR za sledované tři roky) je +3,9 %.

## Známé nositelky jména
- Mirjam – Mojžíšova sestra
- Miriam Hrušková – česká zpěvačka
- Miriam Chytilová – česká herečka
- Miriam Kantorková – česká herečka
- Mirjam Müller Landa – německá režisérka a scenáristka
- Miriam Stoppard – anglická lékařka
- Miriam Makeba – jihoafrická zpěvačka
- Miriam Němcová – česká dirigentka
- Miriam Janásová – módní návrhářka
- Mirjam Friedová – česká lingvistka
- Miriam, kněžna tarnovská – španělská návrhářka šperků

## Jiné Miriam
- Divadlo Miriam – v městské části Praha 10, ve strašnické farnosti